# Fleming (Colorado)
Fleming város az USA Colorado államában, Logan megyében. Lakosainak száma 428 fő (2020. április 1.).

## Népesség
A település népességének változása:

| 2010 | 408 |
| 2020 | 428 |